# Piptoporus soloniensis
Piptoporus soloniensis är en svampart som först beskrevs av Dubois, och fick sitt nu gällande namn av Albert Pilát 1937. Piptoporus soloniensis ingår i släktet Piptoporus och familjen Fomitopsidaceae.   Inga underarter finns listade i Catalogue of Life.